# Kabinett Courtot de Cissey

Ernest Louis Courtot de Cissey

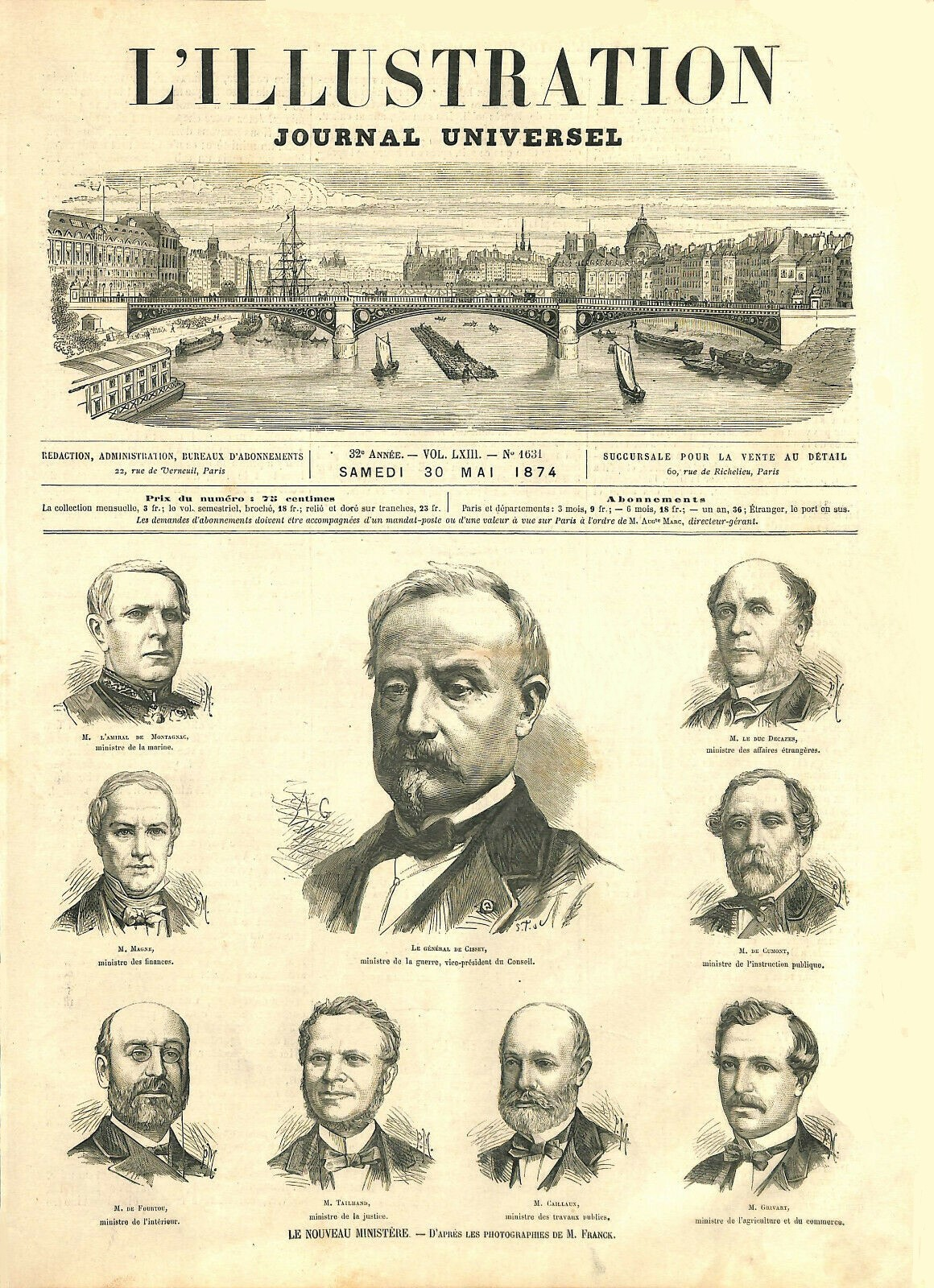
Kabinett Ernest Courtot de Cissey – (L’Illustration 30. Mai 1874)

Das Kabinett Courtot de Cissey wurde während der Dritten Französischen Republik am 22. Mai 1874 von Premierminister Ernest Courtot de Cissey in der Nachfolge des Kabinetts Broglie II gebildet und befand sich bis zum 25. Februar 1875 279 Tage lang im Amt. Abgelöst wurde es vom Kabinett Buffet.
Im Kabinett waren nur royalistische Gruppen vertreten: Orléanisten (Orl), Legitimisten (Leg) und Bonapartisten (Bon).

## Kabinett

### Minister
Dem Kabinett gehörten folgende Minister an:
| Amt                                                              | Name                                              | Gruppe  | Beginn der Amtszeit        | Ende der Amtszeit              |
| ---------------------------------------------------------------- | ------------------------------------------------- | ------- | -------------------------- | ------------------------------ |
| Premierminister                                                  | Ernest Courtot de Cissey                          | Orl     | 22. Mai 1874               | 25. Februar 1875               |
| Außenminister                                                    | Louis Decazes                                     | Orl     | 22. Mai 1874               | 25. Februar 1875               |
| Kriegsminister                                                   | Ernest Courtot de Cissey                          | Orl     | 22. Mai 1874               | 25. Februar 1875               |
| Minister für öffentlichen Unterricht, Religion und schöne Künste | Arthur de Cumont                                  | Orl     | 22. Mai 1874               | 25. Februar 1875               |
| Finanzminister                                                   | Pierre Magne Pierre Mathieu-Bodet                 | Bon Orl | 22. Mai 1874 20. Juli 1874 | 20. Juli 1874 25. Februar 1875 |
| Minister für öffentliche Arbeiten                                | Eugène Caillaux                                   | Orl     | 22. Mai 1874               | 25. Februar 1875               |
| Minister für Marine und Kolonien                                 | Louis Raymond de Montaignac de Chauvance          | Orl     | 22. Mai 1874               | 25. Februar 1875               |
| Justizminister                                                   | Adrien Tailhand                                   | Orl     | 22. Mai 1874               | 25. Februar 1875               |
| Innenminister                                                    | Oscar Bardi de Fourtou François de Chabaud-Latour | Bon Orl | 22. Mai 1874 20. Juli 1874 | 20. Juli 1874 25. Februar 1875 |
| Minister für Landwirtschaft und Handel                           | Louis Grivart                                     | Orl     | 22. Mai 1874               | 25. Februar 1875               |

### Unterstaatssekretäre
Dem Kabinett gehörten folgende Sous-secrétaires d'État an:
| Amt                                                        | Name                      | Gruppe  | Beginn der Amtszeit         | Ende der Amtszeit               |
| ---------------------------------------------------------- | ------------------------- | ------- | --------------------------- | ------------------------------- |
| Unterstaatssekretär beim Minister für öffentliche Arbeiten | Albert Desjardins         | Orl     | 22. Mai 1874                | 25. Februar 1875                |
| Unterstaatssekretär beim Justizminister                    | Louis-Numa Baragnon       | Leg     | 23. Mai 1874                | 25. Februar 1875                |
| Unterstaatssekretär beim Innenminister                     | Cornélis Henri de Witt    | Orl     | 21. Juli 1874               | 25. Februar 1875                |
| Unterstaatssekretär beim Finanzminister                    | Léon Lefébure Louis Passy | Orl Orl | 23. Mai 1874 2. August 1874 | 2. August 1874 25. Februar 1875 |

## Historische Einordnung
Wie schon die Vorgängerregierungen führte auch diese die militärische Neuorganisation fort. Neue Befestigungsanlagen sollten errichtet werden (Séré de Rivières) und das Land wurde in 18 Militärbezirke eingeteilt. Finanzminister Bodet gründete die Banque de l’Indochine.

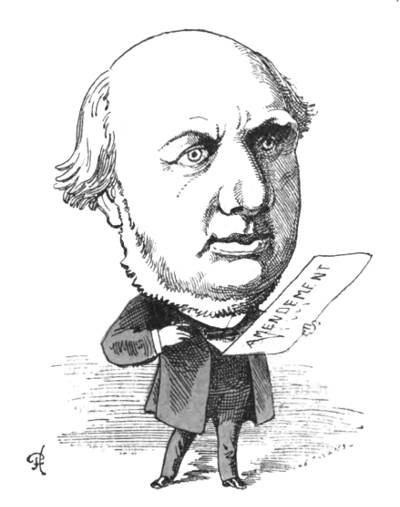
Henri Wallon, gezeichnet von Georges Lafosse, Februar 1875

Von großer Bedeutung waren zwei Gesetze, die – zusammen mit einem von der Nachfolgeregierung verabschiedeten Gesetz – als die Verfassungsgesetze von 1875 (Frankreich) die Grundlage für die Dritte Republik bildeten. Am 30. Januar 1875 verabschiedete die Versammlung eine von Henri Wallon eingebrachte Entschließung, nach der der Staatspräsident von einer aus Abgeordnetenkammer (Unterhaus) und Senat (Oberhaus) gebildeten Nationalversammlung zu wählen ist. Der Text dieses Amendement Wallon lautete:

« Den Präsidenten der Republik wählen der zur Nationalversammlung vereinigte Senat und die Abgeordnetenkammer mit der absoluten Mehrheit der Stimmen. Er wird für sieben Jahre ernannt; Wiederwahl ist möglich. »

In der Folge wurden mit dem Gesetz vom 24. Juli 1875 der Senat eingerichtet und mit dem Gesetz vom 25. Februar 1875 die Organisation der Regierung beschlossen.